# Colony (Kansas)
Colony es una ciudad ubicada en el de condado de Anderson en el estado estadounidense de Kansas. En el año 2010 tenía una población de 408 habitantes y una densidad poblacional de 313,85 personas por km².

## Geografía
Colony se encuentra ubicada en las coordenadas 38°4′15″N 95°21′58″O / 38.07083, -95.36611 (38.070803, -95.366109).

## Demografía
Según la Oficina del Censo en 2000 los ingresos medios por hogar en la localidad eran de $25,167 y los ingresos medios por familia eran $27,708. Los hombres tenían unos ingresos medios de $27,917 frente a los $20,000 para las mujeres. La renta per cápita para la localidad era de $11,398. Alrededor del 16.6% de la población estaban por debajo del umbral de pobreza.